# Каталепсия
Катале́псия (от др.-греч. κατάληψις [katálēpsis] «схватывание, удерживание»); часто «восковая» или «воскови́дная ги́бкость» (лат. flexibilitās cērea) в психиатрии — симптом двигательного расстройства, патологически длительное сохранение больным приданной ему позы (подобно «восковой фигуре»); обычно наблюдается при кататонической форме шизофрении либо при нарколепсии, когда больной из состояния бодрствования сразу (минуя все фазы медленного сна) переходит в состояние, характерное для парадоксального сна, который сопровождается мышечной атонией. Она часто сочетается с другими проявлениями повышенной внушаемости: эхопраксией (повторением увиденных жестов), эхолалией (повторением услышанных слов) и т. п. Каталепсию можно вызвать в состоянии гипноза.
Э. Блейлер описывал её так:
Больные не совершают движений по собственной воле; им можно придать любую позу, и какой бы неудобной она ни была, они будут пребывать в ней очень долго.
Если проявляется ригидность позы, а не восковая гибкость, каталепсию называют ригидной. Помимо кататонической шизофрении, каталепсия может наблюдаться при диссоциативных (конверсионных) расстройствах (ранее называемых истерией) и некоторых заболеваниях мозжечка, когда блокируются или повреждаются связи между мозжечком и лобными долями коры. Каталепсия при диссоциативных расстройствах называется истерокаталепсией.
Существует также медикаментозная каталепсия, вызванная приёмом большой дозы нейролептиков, блокирующих дофамин, например инъекцией галоперидола или трифтазина в высокой дозировке.